# Cundinamarca (bướm đêm)
Cundinamarca là một chi bướm đêm thuộc họ Geometridae.

## Các loài
- Cundinamarca indistincta
- Cundinamarca nigralbata
- Cundinamarca parallela
- Cundinamarca subalbata
- Cundinamarca whitei